# Materialismo histórico

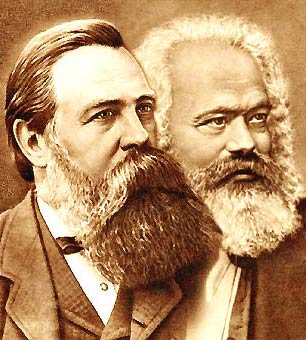
Friedrich Engels y Karl Marx.

La «concepción materialista de la historia» o «materialismo histórico» (términos acuñados por Friedrich Engels y el marxista ruso Gueorgui Plejánov), también abreviado como Hismat (en contraste al Diamat o materialismo dialéctico), alude a las doctrinas y al marco conceptual creado por el filósofo Karl Marx y después usado por Engels y Plejánov para comprender la historia humana. Según el materialismo histórico, "no es el espíritu como en Hegel el que determina la historia" sino una infraestructura representada por las relaciones económicas y los modos de producción de la sociedad.
El materialismo histórico es un marco conceptual marxista para concebir la historia. Esto sucede al explicar las revoluciones políticas y sociales por la contradicción entre las fuerzas productivas y las relaciones de producción y por la lucha de clases. Esta concepción hace frente a la visión burguesa de la historia basada en la historia de las ideas y de los "grandes hombres". El desarrollo revolucionario de las fuerzas productivas bajo el comunismo hacía posible que todas las necesidades humanas fueran satisfechas, y que el desarrollo de la producción prescindiera de la división de la sociedad entre clases explotadoras (poseedoras de los medios de producción sociales) y clases explotadas (obligadas a mantener a las clases explotadoras mediante el plustrabajo). 
Aunque el materialismo histórico se halla estrechamente ligado al marxismo; historiadores, sociólogos e intelectuales no ligados al marxismo han tomado elementos de aquel para elaborar sistemas y enfoques materialistas para el estudio de la historia.

...en la producción social de su vida los hombres establecen determinadas relaciones necesarias e independientes de su voluntad, relaciones de producción que corresponden a una fase determinada de desarrollo de sus fuerzas productivas materiales. El conjunto de estas relaciones de producción forma la estructura económica de la sociedad, la base real sobre la que se levanta la superestructura jurídica y política y a la que corresponden determinadas formas de conciencia social. El modo de producción de la vida material condiciona el proceso de la vida social política y espiritual en general. No es la conciencia del hombre la que determina su ser sino, por el contrario, el ser social es lo que determina su conciencia.
Karl Marx, Prólogo a la Contribución a la crítica de la economía política (1859)

...el régimen económico de la producción y la estructuración social que de él se deriva necesariamente en cada época histórica constituye la base sobre la cual se asienta la historia política e intelectual de esa época, y que, por tanto, toda la historia de la sociedad -una vez disuelto el primitivo régimen de comunidad del suelo- es una historia de luchas de clases, de luchas entre clases explotadoras y explotadas, dominantes y dominadas, a tono con las diferentes fases del proceso social, hasta llegar a la fase presente, en que la clase explotada y oprimida -el proletariado- no puede ya emanciparse de la clase que la explota y la oprime -de la burguesía- sin emancipar para siempre a la sociedad entera de la opresión, la explotación y las luchas de clases; esta idea cardinal fue fruto personal y exclusivo de Marx.
Friedrich Engels,  en el Prólogo de Engels a la edición alemana de 1883 del Manifiesto comunista, (1848)

## Antecedentes
La teoría materialista de Karl Marx reconoce múltiples influencias intelectuales y sociales:
- Del filósofo alemán Hegel, su método dialéctico.[nota 3]
- De los filósofos materialistas de la Ilustración, la idea de la influencia de las circunstancias y de la educación sobre las personas.
- De los historiadores franceses del período de la Restauración, los conceptos de clase social y lucha de clases.[nota 4]
- De los economistas ingleses Adam Smith y David Ricardo, la fundamentación económica de las contraposiciones de clase y la teoría del valor-trabajo.
- Del socialista francés Proudhon, el énfasis en el proletariado como la clase revolucionaria de la época.
- Del socialismo reaccionario, la crítica amarga al fracaso de los ideales del liberalismo.
- Del socialismo de Sismondi, la crítica de las consecuencias antisociales del régimen burgués.
- De la izquierda hegeliana y del filósofo Feuerbach, la crítica de la filosofía especulativa y la idea de la religión como resultado de la autoenajenación de la esencia humana.[nota 5]
- De la revolución francesa y de Blanqui, la doctrina de la dictadura revolucionaria.
- De los cartistas ingleses, la importancia de la lucha política para la clase obrera.
- Del socialismo utópico, sus objetivos últimos: abolición de las clases sociales.

## La génesis del materialismo histórico
El propio Marx detalló, en su Prólogo a la Contribución a la Crítica de la Economía Política (1859), el itinerario de sus estudios que lo llevaron a formular su concepción de la historia y a desarrollarla con su amigo y colaborador Engels.

El primer trabajo emprendido para resolver las dudas que me azotaban, fue una revisión crítica de la filosofía hegeliana del derecho, trabajo cuya introducción apareció en 1844 en los “Anales francoalemanes”, que se publicaban en París. Mi investigación me llevó a la conclusión de que, tanto las relaciones jurídicas como las formas de Estado no pueden comprenderse por sí mismas ni por la llamada evolución general del espíritu humano, sino que, por el contrario, radican en las condiciones materiales de vida cuyo conjunto resume Hegel siguiendo el precedente de los ingleses y franceses del siglo XVIII, bajo el nombre de “sociedad civil”, y que la anatomía de la sociedad civil hay que buscarla en la economía política.

En Bruselas, adonde me trasladé a consecuencia de una orden de destierro dictada por el señor Guizot, proseguí mis estudios de economía política comenzados en París.

Marx también detalla en el mismo texto el desarrollo de esta nueva concepción de la historia a partir de su cooperación intelectual con Engels. Cita como textos que utilizan esta concepción a:
- El bosquejo de Engels sobre la crítica de las categorías de la economía política (publicado en los Anales franco-alemanes).
- El libro de Engels La situación de la clase obrera en Inglaterra (1849).
- La ideología alemana, primer texto de Marx y Engels, inédito (1846).
- El Manifiesto del Partido Comunista, de 1848, junto con Engels.
- Discursos sobre el librecambio.
- La miseria de la filosofía, obra polémica publicada en 1847 y dirigida contra el libro de Proudhon Filosofía de la Miseria.

Entre las categorías teóricas centrales del materialismo histórico se encuentran: fuerzas productivas, relaciones de producción, modo de producción, explotación, alienación, lucha de clases, plusvalor, y fetichismo de la mercancía.

## La aplicación científica y política
El materialismo histórico investiga la sociedad humana, tratando de hacerlo sin presupuestos ideológicos, partiendo de los individuos empíricos y las relaciones que establecen entre ellos. A diferencia de los enfoques que muestran al capitalismo como un sistema estático o como el producto de una evolución "natural" del ser humano, la investigación histórico-materialista revela su carácter histórico y por lo tanto transitorio en el desarrollo de la humanidad.
Marx y Engels aplicaron esta nueva concepción de la historia al análisis de los hechos políticos y sociales del pasado y de su época y a la creación de una nueva corriente del socialismo, que a la toma de partido por el comunismo y la lucha de clases proletaria sumaba el estudio científico de la sociedad burguesa y de la transición de ésta a la sociedad comunista. Al explicar las revoluciones políticas y sociales por la contradicción entre las fuerzas productivas y las relaciones de producción y por la lucha de clases, Marx y Engels combatieron tanto la visión burguesa de la historia basada en la historia de las ideas y de los "grandes hombres" como las corrientes socialistas que deducían la lucha por el socialismo de los ideales abstractos de Justicia, Libertad e Igualdad. El desarrollo revolucionario de las fuerzas productivas bajo el comunismo hacía posible que todas las necesidades humanas fueran satisfechas, y que el desarrollo de la producción prescindiera de la división de la sociedad entre clases explotadoras (poseedoras de los medios de producción sociales) y clases explotadas (obligadas a mantener a las clases explotadoras mediante el plustrabajo). Con este planteamiento, el comunismo podía concebirse como necesidad histórica en vez de como aspiración utópica, ya que las mismas contradicciones internas del capitalismo generaban la necesidad de revolucionar las relaciones de producción burguesas y creaban al sujeto histórico capacitado para tal misión: el proletariado.
De esta manera, el materialismo histórico, tal como lo formuló Marx, se encuentra indisolublemente vinculado a la lucha de la clase proletaria por el comunismo. Esto no significa que sus conclusiones (sobre todo en el campo económico) no sean científicas, sino que no están dirigidas a constituir una ciencia positiva "neutral", sino un conocimiento científico útil para la emancipación proletaria.

## El devenir posterior del materialismo histórico en el marxismo

### Engels y el materialismo histórico
Tras la muerte de Marx, Engels prosiguió con su actividad política e intelectual en la aplicación y la divulgación de la concepción de la historia desarrollada por Marx y él. En su obra Del socialismo utópico al socialismo científico de 1880, dice:

La concepción materialista de la historia parte de la tesis de que la producción, y tras ella el cambio de sus productos, es la base de todo orden social; de que en todas las sociedades que desfilan por la historia, la distribución de los productos, y junto a ella la división social de los hombres en clases o estamentos, es determinada por lo que la sociedad produce y cómo lo produce y por el modo de cambiar sus productos. Según eso, las últimas causas de todos los cambios sociales y de todas las revoluciones políticas no deben buscarse en las cabezas de los hombres ni en la idea que ellos se forjen de la verdad eterna ni de la eterna justicia, sino en las transformaciones operadas en el modo de producción y de cambio; han de buscarse no en la filosofía sino en la economía de la época de que se trata. Cuando nace en los hombres la conciencia de que las instituciones sociales vigentes son irracionales e injustas, de que la razón se ha tornado en sinrazón y la bendición en plaga, esto no es más que un indicio de que en los métodos de producción y en las formas de cambio se han producido calladamente transformaciones con las que ya no concuerda el orden social, cortado por el patrón de condiciones económicas anteriores. Con ello queda que en las nuevas relaciones de producción han de contenerse ya -más o menos desarrollados- los medios necesarios para poner término a los males descubiertos. Y esos medios no han de sacarse de la cabeza de nadie, sino que es la cabeza la que tiene que descubrirlos en los hechos materiales de la producción, tal y como los ofrece la realidad.

Sin embargo, ya en vida de Marx hubo epígonos que distorsionaron esta concepción convirtiéndola en un mero determinismo económico. Engels denuncia esta situación en su carta a Joseph Bloch de 1890, en la cual, si bien reivindica que la causa última de los cambios sociales se encuentra en las condiciones económicas, esto no significa que esta influencia sea unilateral e inmediata ni que pueda explicarse cada cambio social a partir de la economía. Engels admite que esta malinterpretación economicista del materialismo histórico se debe a que, en su polémica con los socialistas utópicos y con otros sectores que negaban la influencia de la economía, Marx y él se vieron obligados a resaltar el rol de las condiciones económicas sin darle la importancia que se merecía a las condiciones extra-económicas.

### De teoría revolucionaria del proletariado a ciencia positiva
Karl Korsch ha argüido en sus obras Marxismo y filosofía (1923) y Karl Marx (1938) que el materialismo histórico marxiano tal como fue heredado por la socialdemocracia alemana dejó de ser una teoría crítica con finalidades prácticas para pasar a ser una doctrina de análisis positivo de la realidad y, por lo tanto, el fundamento de una ciencia positiva. Según Korsch, esta desviación dogmática tiene su raíz en el marxismo original, debido a su dependencia de la filosofía heredada de la burguesía y la influencia en Marx y Engels de la tradición revolucionaria jacobina de la revolución francesa.
Debido a esta disociación entre la teoría histórico-materialista y su aplicación para la lucha de clases proletaria, se cimentó la creencia de que la dialéctica materialista marxiana podía ser utilizada como elemento para la investigación científica positiva incluso fuera de las ciencias sociales. Un ejemplo de esto es la obra de Engels La dialéctica de la naturaleza.

## Otros enfoques materialistas de la historia
Fuera del campo del materialismo histórico de Marx, existen otros métodos de investigación histórica para los cuales los rasgos definitorios de las sociedades humanas y la evolución histórica de las mismas ha estado determinada o fuertemente condicionada ante todo por factores materiales (tecnología disponible, sistema de producción, características geográficas y climáticas). Debido al intento de establecer las ideas del materialismo histórico de modo independiente a la versión marxista del mismo, se han acuñado términos nuevos como: materialismo cultural, funcionalismo ecológico, determinismo geográfico, determinismo económico, y otros, que pueden ser considerados como concepciones materialistas de la historia. Diversos autores académicos como Jared Diamond o Marvin Harris han tratado en detalle la evolución histórica de extensas áreas geográficas, y tratado de explicar rasgos definitorios de la sociedad a partir de factores materiales, señalando que este tipo de factores son los preponderantes cuando se trata de entender la evolución de las sociedades y las civilizaciones.
Maurice Godelier, entre otros tantos, se proponía mostrar cómo el marxismo constituía el modo adecuado de abordar la historia de forma científica. Y con ese objetivo, intentaba satisfacer todas las exigencias epistemológicas, todos los requisitos formales para la comprobación del estatuto científico del campo de la historia.

El materialismo histórico no es un modelo más de la historia, no es una filosofía de la historia; constituye ante todo una teoría de la sociedad, cuya hipótesis sobre la articulación de sus niveles internos y sobre la causalidad específica y jerarquizada de cada uno de sus niveles. Haciendo posible el descubrimiento de la forma y de los mecanismos de esa causalidad y de la articulación, demostrará el marxismo su capacidad de ser el instrumento de una verdadera ciencia de la historia.